# Стефка Андреева
Стефанка Андреева, по-известна като Стефка Андреева, е българска поетеса и писателка, журналистка, рецензентка, коректорка и редакторка, преподавателка и авторка на множество материали за онлайн издания, блогове и др.

## Биография
Родена е на 17 юни 1952 г. в Софийското село Горни Пасарел (сега на дъното на язовир „Искър“). Завършва 12-та гимназия в София и се дипломира в Софийски университет „Св. Климент Охридски“, специалност Българска филология с втора специалност „Педагогика“.
Работи като библиотекарка, машинописка и хоноруван сътрудник на вестници и списания. Учителка е по български език в ЕСПУ за тежкочуващи ученици и ЦРСТ, преподава също в ИЧС, База за подготовка на чуждестранни кадри – Кремиковци и 138 СОУ „Юрий Гагарин“. След 2000 г. е коректор и редактор в издателство „Планета-7“ и вестник „Анти“, както и автор на множество материали в местния и национален печат, електронни издания, блогове и текстове за уебсайтове.
Пише стихове от ученическите си години, но публикува творбите си по-късно. Първата си книга – „Капки смола“, издава едва през 2002 г.
Става известна със стихосбирката си „Неизречените думи“, за която печели награда „Народен будител 2014 за поезия“ на Съюза на свободните писатели в България (ССПБ). През 2020 г. издава „Призрачна луна“, съдържаща циклите „Книгата на живота“, „Отломъци -2“ и „Земя на гордите българи“, с която трайно утвърждава присъствието си в съвременната българска поезия.
Нейни произведения са публикувани многократно в местния и националния печат, антологии, сборници, алманаси, вестници, списания и много други. Редовно участва в различни поетични конкурси, в ежегодния „Есенен салон на поезията“още от първото му издание през 2008 г. с различни стихове, както и събития от литературния живот в София, България и чужбина.
До 2020 г. пише основно стихове, но проявява своя талант в прозата и публицистиката като публикува произведения в сп. „Литературен свят“ още през 2013 и 2018 г. Проявява професионален интерес в областта на детската поезия и прозата (в частност разказ, исторически роман, повест), като се стреми да се развива и постоянно разширява своите умения и мироглед. Признава, че познанията ѝ по руски и славянски езици са от съществено значение за оформянето и развитието на творчеството ѝ.
Член на Съюза на свободните писатели в България (ССПБ) от 2006 г. и от 2021 г. – на Съюза на българските творци (СБТ).

### Поезия
- 2020 – „Призрачна луна“, ISBN 978-619-7584-00-4
- 2016 – „На стъпки от себе си“, ISBN 978-954-392-368-7
- 2014 – „Неизречените думи“, ISBN 978-954-392-231-4
- 2004 – „Орис“, ISBN 954-8974-22-3
- 2002 – „Капки смола“, ISBN 954-8974-12-6

### Проза
- 2025 – „Най-дългия път“, разкази, ISBN 978-619-7584-08-0
- 2024 – „Георги Банков ‒ Комитата“, художествено-документална повест, ISBN 978-619-7584-04-2[12][13]
- 2022 – „Автограф“, разкази, ISBN 978-619-7584-03-5
- 2013 – „Ловджийски истории“, разказ[14]

### Публицистика
- 2018 – „Из стария и новия Еш-Шам“, пътепис[15]

### Други
Антологии, литературни сборници и справочници:
- 2023 – разкази, поезия и проза, антология „Серпентини“, Съюз на българските творци, ISBN 978-954-392-755-5
- 2022 – стихове, поезия, сборник „Велик е нашият войник“, Съюз на офицерите и сержантите от запаса и резерва и Съюз на българските творци, ISBN 978-954-392-697-8
- 2022 – стихове, поезия, сборник „Хлябът“, Библиотека „СВЕТОВЕ И РАКУРСИ“ I и Съюз на българските творци, ISBN 978-954-392-684-8
- 2021 – стихове, поезия, сборник „Предай нататък“, Библиотека „РАКУРСИ“ VI и Съюз на свободните писатели, ISBN 978-954-392-641-1
- 2021 – разкази, проза, сборник „XIV Национален конкурс за хумор и сатира Кубрат“, Община Кубрат, Клуб на хумориста „Жарава“ и БНР - програма „Христо Ботев“ [16]
- 2018 – стихове, поезия, сборник „AQUA“, Библиотека „РАКУРСИ“ II и Съюз на свободните писатели, ISBN 978-954-392-495-0
- 2018 – стихове, поезия, проза и сатира, антология „Графити“, Съюз на свободните писатели, ISBN 978-954-392-490-5
- 2016 – стихове, поезия, антология „София, моя любов!“, Съюз на свободните писатели, ISBN 978-954-392-350-2
- 2015 – стихове, поезия, сатира и проза, антология „Отражения“, Съюз на свободните писатели, ISBN 978-954-392-343-4
- 2014 – стихове, поезия, алманах-списание „Културна палитра“, ISBN 13147307
- 2013 – стихове, поезия, проза и сатира, антология „Светоусещане“, Съюз на свободните писатели, ISBN 978-954-392-172-0
- 2010 – стихове, поезия, проза и сатира, антология „Съзвездие“, Съюз на свободните писатели, ISBN 978-954-392-084-6
- 2009 – стихове, поезия, алманах „Ирин-Пирин“, ИК Мелник
- 2006 – стихове, поезия, проза и сатира, антология „Извън гравитацията“, Съюз на свободните писатели, ISBN 978-954-9367-63-8

## Награди и отличия
- 2022 – втора награда за разказа „Свидетел“ от книгата „Автограф“, раздел проза в конкурса „Етрополската литературно-музикална зима“, Община Етрополе и НЧ „Тодор Пеев – 1891”[17]
- 2022 – грамота за разказа „Температура“ от книгата „Автограф“, на конкурс „Напаст Божия в XX век“ – 2022, от НЧ „Елин Пелин-1922” – с. Байлово, Национален литературен музей – Къща музей „Елин Пелин” и Сдружение „Читалищата в община Горна Малина – 2015”
- 2021 – грамота за отлично представяне и принос, II Национален конкурс „Асен Разцветников“ за поезия и проза „С пламъка на родолюбието“, Община Горна Оряховица, НЧ „Напредък – 1869”, Литературен клуб „Асен Разцветников“
- 2017 – поздравителен адрес „Стефка Андреева е име, което придобива все по-голяма тежест сред пишещите“, Съюз на свободните писатели в България (ССПБ)
- 2014 – награда „Народен будител 2014 за поезия“ за книгата „Неизречените думи“, Съюз на свободните писатели в България (ССПБ)[18][19]